# Buksztel
Buksztel – dawna osada śródleśna obecnie w obrębie Czarnej Białostockiej (województwo podlaskie). Położona przy drodze krajowej numer 19 (ulica Białostocka). 

## Historia
W końcu XVIII wieku w Buksztelu znajdowała się królewska stacja pocztowa na trasie Warszawa – Sokołów – Białystok – Grodno.
W 1921 roku Buksztel liczył 44 domy i 241 mieszkańców, w tym 178 katolików, 48 prawosławnych i 15 starozakonnych.
Do 1927 roku miejscowość należała do gminy Czarna Wieś w powiecie sokólskim, w województwie białostockim a w latach 1927-1954 do gminy Czarna Wieś w powiecie białostockim (od 1944 w województwie białostockim). 16 października 1933 utworzono gromadę Buksztel w gminie Czarna Wieś, składającą się ze wsi Buksztel, kolonii Buksztel i gajówki Puszkowo Stojło. 
Jesienią 1954 wszedł w skład gromady Czarna Wieś w związku z reformą administracyjną państwa.
Gromadę Czarna Wieś zniesiono 1 stycznia 1956 w związku z nadaniem jej statusu osiedla, przez co Buksztel stał się integralną częścią Czarnej Wsi. 18 lipca 1962 osiedle Czarna Wieś otrzymało status miasta o nazwie Czarna Białostocka, w związku z czy Buksztel stał się obszarem miejskim.

## Obiekty
- cerkiew pod wezwaniem Świętych Niewiast Niosących Wonności wybudowana w latach 1985–1996
- cmentarz prawosławny założony w 1990
- przystanek leśnej kolejki wąskotorowej

## Urodzeni
- Aleksander Makagonow – żołnierz Armii Andersa i Polskich Sił Zbrojnych na Zachodzie, oficer Armii Krajowej, podporucznik łączności, cichociemny